# Ringer-Bundesliga 2010/11
Die Ringer-Bundesliga 2010/11 ist die 47. Saison in der Geschichte der Ringer-Bundesliga. In zwei Staffeln kämpften zwanzig Mannschaften um den Einzug in die Bundesliga-Endrunde.
Deutscher Meister wurde der SV Germania Weingarten, der in den beiden Finalkämpfen die RWG Mömbris-Königshofen bezwang.

## Vorrunde
| Legende | Legende                          |
| ------- | -------------------------------- |
|         | Teilnahme an der Endrunde        |
|         | Rückzug zum Saisonende           |
|         | Teilnahme an der Relegation      |
|         | Absteiger in die 2. Bundesliga   |
| (M)     | Meister der Vorsaison            |
| (N)     | Aufsteiger aus der 2. Bundesliga |

Die Wettkämpfe der Vorrunde fanden zwischen dem 14. August und dem 4. Dezember 2010 statt.

### Staffel West
In der Staffel West konnte sich der SV Germania Weingarten vor der RWG Mömbris-Königshofen und dem amtierenden Meister KSV Aalen 05 durchsetzen. Der Vorjahresstaffelsieger KSV Köllerbach konnte mit Erreichen des vierten Platzes ebenfalls in die Endrunde einziehen. Die Ringkampfgemeinschaft aus Freiburg musste sieg- und punktlos den Gang in die 2. Bundesliga antreten.
| Pl. | Verein                  | K. | Kampfpkte. | Diff. | Pkte. |
| --- | ----------------------- | -- | ---------- | ----- | ----- |
| 01. | SV Germania Weingarten  | 18 | 445:222    | +223  | 30:60 |
| 02. | RWG Mömbris-Königshofen | 18 | 405:249    | +156  | 27:90 |
| 03. | KSV Aalen 05 (M)        | 18 | 352:289    | 0+63  | 26:10 |
| 04. | KSV Köllerbach          | 18 | 381:267    | +114  | 25:11 |
| 05. | ASV Nendingen           | 18 | 335:325    | 0+10  | 21:15 |
| 06. | ASV Mainz 88            | 18 | 363:302    | 0+61  | 19:17 |
| 07. | KSK Konkordia Neuss     | 18 | 366:307    | 0+59  | 17:19 |
| 08. | TSV Musberg (N)         | 18 | 237:403    | −166  | 09:27 |
| 09. | TKSV Duisdorf (N)       | 18 | 243:410    | −167  | 06:30 |
| 10. | RKG Freiburg 2000       | 18 | 152:505    | −353  | 00:36 |

### Staffel Ost
Die Mannschaft des Wacker Burghausen konnte alle Vorrundenkämpfe gewinnen und wurde damit souverän Staffelsieger. Auf den Plätzen zwei und drei folgten der 1. Luckenwalder SC und der SV Siegfried Hallbergmoos. ASV Hof siegte zweimal im fränkischen Duell gegen den SV St. Johannis 07 und konnte damit den vierten Platz vor den Nürnbergern erreichen. Beim Kampf um den Klassenerhalt behielt der Aufsteiger Luftfahrt Berlin die Nase vor dem AV Germania Markneukirchen vorn und belegte den Relegationsplatz.
| Pl. | Verein                        | K. | Kampfpkte. | Diff. | Pkte. |
| --- | ----------------------------- | -- | ---------- | ----- | ----- |
| 01. | Wacker Burghausen             | 18 | 462:209    | +253  | 36:00 |
| 02. | 1. Luckenwalder SC            | 18 | 464:202    | +262  | 28:80 |
| 03. | SV Siegfried Hallbergmoos     | 18 | 435:237    | +198  | 28:80 |
| 04. | ASV Hof                       | 18 | 352:316    | 0+36  | 22:14 |
| 05. | SV St. Johannis 07 (N)        | 18 | 331:320    | 0+11  | 22:14 |
| 06. | RV Thalheim                   | 18 | 308:372    | 0−64  | 12:24 |
| 07. | KG Frankfurt/Eisenhüttenstadt | 18 | 285:391    | −106  | 12:24 |
| 08. | AC Lichtenfels                | 18 | 260:401    | −141  | 11:25 |
| 09. | SV Luftfahrt Berlin (N)       | 18 | 215:447    | −232  | 05:31 |
| 10. | AV Germania Markneukirchen    | 18 | 230:447    | −217  | 04:32 |

Die Kampfgemeinschaft des RSV Hansa 90 Frankfurt (Oder) und des Eisenhüttenstädter RC zog sich aus sportlichen Gründen aus der 1. Bundesliga zurück.

## Play-offs
Die vier ersten Mannschaften der Staffeln West und Ost qualifizierten sich für das Viertelfinale.

### Viertelfinale
Die Vorkämpfe des Viertelfinales fanden am 11. Dezember 2010 statt (Mömbris gegen Burghausen am 12. Dezember 2010), die Rückkämpfe am 18. Dezember 2010.
|                           |                        | 1. Kampf | 2. Kampf | Gesamt  |
| ------------------------- | ---------------------- | -------- | -------- | ------- |
| SV Siegfried Hallbergmoos | KSV Aalen 05           | 13:20    | 09:27    | 22:47   |
| ASV Hof                   | SV Germania Weingarten | 18:21    | 11:22    | 29:43   |
| KSV Köllerbach            | 1. Luckenwalder SC     | 22:14    | 15:21    | 37:35   |
| RWG Mömbris-Königshofen   | Wacker Burghausen      | 23:15    | 13:21    | 36:36 * |

Der ASV Hof zog sich aus finanziellen Gründen nach der Saison aus der 1. Bundesliga zurück. In der Folgesaison starteten die Hofer Ringer in der Bayernliga (IV. Klasse).

### Halbfinale
Die Halbfinalkämpfe wurden am 26. Dezember 2010 und am 2. Januar 2011 ausgetragen.
|                |                         | 1. Kampf | 2. Kampf | Gesamt |
| -------------- | ----------------------- | -------- | -------- | ------ |
| KSV Aalen 05   | SV Germania Weingarten  | 18:20    | 18:18    | 36:38  |
| KSV Köllerbach | RWG Mömbris-Königshofen | 16:15    | 09:25    | 25:40  |

### Finale
Der Vorkampf des Finales fand am 8. Januar 2011 statt. In der Aschaffenburger Frankenstolz-Arena konnte sich der SV Germania Weingarten vor über 4000 Zuschauern gegen die RWG Mömbris-Königshofen mit 21:16 durchsetzen.
Der Rückkampf wurde am 15. Januar 2011 in der dm-arena der Messe Karlsruhe ausgetragen. Vor ebenfalls über 4000 Zuschauern konnte der SV Germania Weingarten abermals siegen und gewann damit seinen ersten deutschen Mannschaftsmeistertitel.
|                         |                        | 1. Kampf | 2. Kampf | Gesamt |
| ----------------------- | ---------------------- | -------- | -------- | ------ |
| RWG Mömbris-Königshofen | SV Germania Weingarten | 16:21    | 14:22    | 30:43  |

## Die Meistermannschaft
Der Meister SV Germania Weingarten trat im Finale 2010/11 mit folgender Mannschaft an:
Marcel Ewald, Lukas Höglmeier, Oleg Boikow, Sahit Prizreni, Ionuț Panait, Szablocs Laszlo, Adam Juretzko, Gergő Wöller, Bekhan Kurkiev, Rene Zimmermann, Mélonin Noumonvi, Johannes Kessel, Oliver Hassler

## Relegation
Die Relegationskämpfe entfielen, womit der TKSV Bonn-Duisdorf (Staffel West) und der SV Luftfahrt Berlin (Staffel Ost) in der 1. Bundesliga verblieben.